# Iperf
Az Iperf egy általánosan használatos hálózati teszteszköz, mely TCP, és UDP formátumú adatokat generál, a vizsgálandó hálózat áteresztőképességének mérésére. Az Iperf hálózati teljesítmény mérő eszközt C++ nyelven írták.
Az Iperf-et 2010-ben, az ‘Iperf team’ fejlesztette ki, a National Laboratory for Applied Network Research (NLANR) vállalatnál (USA).
Az Iperf lehetővé teszi a használónak, hogy számos paramétert beállíthasson a hálózat teszteléséhez, vagy a hálózat optimalizálására. Az Iperf egy kliens-szerver (magyarul: ügyfél-kiszolgáló) architektúrában működik, és képes mérni két végpont között az áteresztőképességet, egy irányban, vagy két irányban. Platformfüggetlen, nyílt forráskódú szoftver, számos platformon futtatható, mint például Linux, Unix és Windows.
- UDP: Ha UDP kapacitás tesztelésére használják, akkor a használó specifikálhatja a datagram méretét, mérheti a datagram áteresztőképességét, és a csomagvesztés mértékét.
- TCP: Ha Ha TCP kapacitás tesztelésére használják, akkor Iperf méri a payload (hasznos teher) áteresztőképességét. Meg kell jegyezni, hogy Iperf a megabyte-ra 1024*1024 bitet ért, míg a megabit-re 1000*1000 bitet.

A tipikus Iperf kimeneti riport, időpecséttel ellátott információt tartalmaz az átvitt adat mennyiségéről, és az áteresztőképességről (teljesítmény).
Az Iperf platformfüggetlensége miatt bármely hálózaton futtatható, és lehetővé teszi a szabványosított teljesítmény mérést. Ezért jól alkalmazható vezetékes, és vezeték nélküli hálózati készülékek és technológiák összehasonlítására.
Mivel nyílt forráskódú szoftver, a használónak lehetősége nyílik, hogy részletesen megvizsgálhatja a mérési metodológiát.

## GUI
A jperf az iperf egy változata, mely grafikus felhasználói felület (GUI, graphical user interface) tesztelésére alkalmas.

## Iperf3
Az Iperf3 egy kísérlet arra, hogy az eredeti Iperf szoftver kisebb és egyszerűbb változatát elkészítsék. Az Iperf3 projektje 2009-ban indult el, 2010 végén készült el a béta verziója .Az Iperf3 nem kompatibilis visszafelé az eredeti Iperf-fel
Az iperf3 hivatalosan csak a Linuxot támogatja. A nem hivatalos Windows-os kiadásokat 2016 óta nem tartják karban. A legtöbb jelenlegi Linux-disztribúcióban megtalálható az iperf3 legfrissebb verziója.